# Usady-Okrużnyje
Usady-Okrużnyje (ros. Усады-Окружные) – stacja kolejowa w pobliżu miejscowości Usady, w rejonie domodiedowskim, w obwodzie moskiewskim, w Rosji. Położona jest na Wielkim Pierścieniu Kolei Moskiewskiej.